# Клюноглави
Клюноглавите (Rhynchocephalia) са разред животни от клас Влечуги (Reptilia).
Той включва само два съвременни вида – хатериите, но в миналото има голямо многообразие, като негови представители заемат голяма част от днешната екологична ниша на гущерите. Клюноглави, заедно с Люспести (Squamata), образуват надразреда Lepidosauria.

## Семейства
Разред Rhynchocephalia – Клюноглави
- Семейство †Brachyrhinodon
- Семейство †Clevosaurus
- Семейство †Diphydontosaurus
- Семейство †Gephyrosauridae
- Семейство †Homoeosaurus
- Семейство †Kallimodon
- Семейство †Opisthodontia
- Семейство †Planocephalosaurus
- Семейство †Pleurosauridae
- Семейство †Sapheosaurus
- Семейство Sphenodontidae – Хатериеви